# Hartenfels
Hartenfels település Németországban, Rajna-vidék-Pfalz tartományban. Lakosainak száma 771 fő (2023. december 31.).

## Népesség
A település népességének változása:
| Lakosok száma | 637  | 804  | 776  | 771  | 766  | 771  |
|               | 1975 | 2017 | 2019 | 2021 | 2022 | 2023 |